# Charles Brasart
Charles Brasart, né le 19 mars 1889 à Lyon et mort le 17 mai 1970 à Paris, est un haut fonctionnaire et homme politique français.

## Biographie
Après des études secondaires, notamment à Lyon et à Paris, il entreprend une formation d'ingénieur agronome en 1907 et accomplit son service national d'octobre 1910 à septembre 1912 en tant que sous-lieutenant dans l'administration. Il entre en 1912 au Crédit foncier comme inspecteur chargé de l'évaluation des terres agricoles.
Mobilisé durant la Première Guerre mondiale, il est chargé d'approvisionnements et termine comme intendant de la 67e division d'infanterie.
En 1920, il épouse Marie-Louise Laprevotte, ils auront cinq enfants.
De 1919 à 1939, sa carrière se déroule au ministère de l'Agriculture, de la fonction d'inspecteur des associations agricoles jusqu'à celle de Directeur de l'Agriculture. En 1939, il est nommé secrétaire général du ravitaillement auprès d'Henri Queuille, ministre du ravitaillement. En juillet 1940, il est à l'origine de la nomination de Pierre Caziot comme ministre de l'Agriculture du Maréchal Pétain.
En novembre 1940, il est nommé au Conseil d'État où il atteint le poste de Président de section de 1953 à 1960.

## Fonctions gouvernementales
Il est haut commissaire au Ravitaillement, et siège à ce titre au Conseil des ministres, du 18 décembre 1948 au 5 octobre 1949, date à laquelle cette fonction disparaît.

## Décorations
- Grand officier de la Légion d'honneur
- Croix de guerre 1914-1918
- Commandeur du Mérite agricole
- Commandeur de l'ordre du Mérite civil (1960)[3]